# Laura Heyrman
Laura Heyrman (ur. 17 maja 1993 w Beveren) – belgijska siatkarka, reprezentantka kraju, grająca na pozycji środkowej. 
Starszy brat Heyrman, Dries, również jest siatkarzem. Podobnie jak jej partner życiowy Francuz Yacine Louati.

## Sukcesy klubowe
Puchar Belgii:
- 2010, 2011, 2012

Puchar Challenge:
- 2010

Liga belgijska:
- 2010, 2011, 2012

Superpuchar Belgii:
- 2010

Liga niemiecka:
- 2013

Liga włoska:
- 2017, 2025[5]

Puchar CEV:
- 2021, 2022[6]

Liga turecka:
- 2023[7]
- 2022[8]

Klubowe Mistrzostwa Świata:
- 2022[9], 2024[10]

Liga Mistrzyń:
- 2023[11], 2024[12]
- 2025[13]

## Sukcesy reprezentacyjne
Mistrzostwa Europy Kadetek:
- 2009

Mistrzostwa Świata Kadetek:
- 2009

Letnie Igrzyska Olimpijskie Młodzieży:
- 2010

Liga Europejska:
- 2013

Mistrzostwa Europy:
- 2013